# Orden de Leopoldo

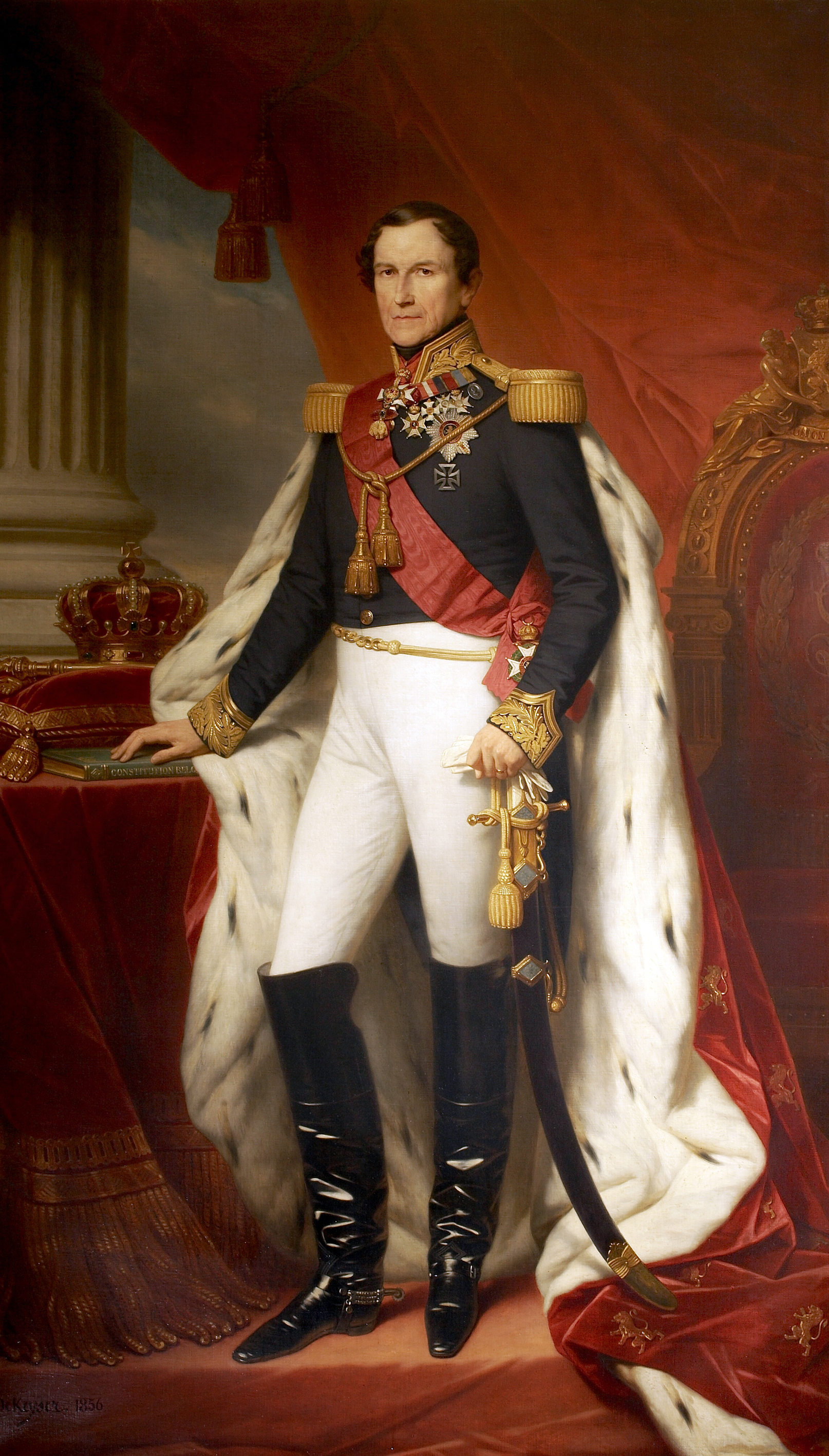
Leopoldo I, primer rey de los belgas, fundador y primer gran maestro de la orden.

La Orden de Leopoldo (Leopoldsorde en flamenco, Ordre de Léopold en francés) es una de las tres órdenes honoríficas de caballería en vigor en Bélgica. Es la más importante distinción del país y fue nombrada en honor al primer rey de los belgas, Leopoldo I, su fundador. Consiste en una división militar, una marítima y otra civil. La división marítima únicamente se concede a personal de la marina mercante y la división militar al personal militar de las Fuerzas Armadas. Esta condecoración fue creada el 11 de julio de 1832 y es concedida por extrema valentía en combate o por servicios meritorios de inmenso beneficio a la nación belga. La Orden de Leopoldo se concede mediante real orden.
Esta Orden fue fundada por el rey Leopoldo I de Bélgica y tiene el color púrpura.
El gran maestre es el rey de los belgas, actualmente Felipe.
Sus clases son: Gran cordón, gran oficial, comendador, oficial y caballero.

## Historia
Cuando Bélgica se independizó de los Países Bajos, había una necesidad urgente de crear un sistema nacional de honor que pudiera servir como un don diplomático. El congreso nacional otorgó este derecho exclusivo al soberano, este sistema de honor militar fue escrito en el Artículo 76. [1] El primer rey de los belgas, Leopoldo I de Bélgica, utilizó su derecho constitucional de una manera más amplia de lo previsto: no solo el mérito militar, sino todos los servicios en honor del Reino. Dos años después de la independencia, el joven Rey fundó oficialmente la Orden dinástica de Leopoldo. El rey aprobó el color y los grados civiles y militares, y el lema oficial L’Union fait la Force / Eendracht maakt Macht. En 1832, Felix de Merode tenía un diseño aprobado por las Cámaras por mérito militar y civil. Este sistema fue adaptado de otros países europeos. Más específicamente, la Orden de Leopoldo se basa en la tradición de honor francesa con 5 clases. El 11 de junio de 1832 se promulgó la ley y se definieron los colores exactos; Artículo 2: "Le ruban sera ponceau moiré". El dispositivo fue presentado en el tercer artículo: L'union fait la Force.

## Clases
La Orden de Leopoldo se divide en cinco clases:
- Gran Cordón (Grootlint) lleva la insignia en un collar (cadena) o una faja en el hombro derecho, más la estrella en el lado izquierdo del pecho.
- Gran Oficial (Grootofficier) lleva una insignia en un collar, además de una estrella en el lado izquierdo del pecho (creado el 31 de diciembre de 1838)
- Comendador (Commandeur) lleva la insignia en un collar;
- Oficial (Officier) lleva la insignia en una cinta con roseta en el lado izquierdo del pecho.
- Caballero (Chevalier / Ridder) lleva la insignia en una cinta en el lado izquierdo del pecho.

Las cinco clases vienen en tres divisiones (civil, militar, marítima). No se puede otorgar membresía a una persona antes de los 42 años, excepto en la división militar.
Solo el rey belga tiene derecho a presidir la orden y ser nombrado Gran Maestro ('Grand Maître / Grootmeester').

### Grand Cordón
El título de Gran Cordón está reservado en general para otros monarcas, herederos, jefes de Estado extranjeros, generales, cardenales, ministros de estado, primeros ministros y altos diplomáticos. El corte belga ha otorgado el Gran Cordón a todos los miembros de su familia, a menudo considerado un regalo de matrimonio personal del rey.
La corte ha enviado Gran Cordón a otros dignatarios como embajadores, cardenales, artistas importantes y altos funcionarios, como el conde Jacques Rogge en 2013. A partir de la clase de comandante, la decisión debe ser aprobada por el Consejo de Ministros.
Siguiendo la tradición, no está permitido que un ministro belga pueda aceptar este regalo del Rey, durante el período de servicio público.

## Insignia
El collar de la orden es de oro, con nueve coronas, nueve monogramas cara a cara "LR" (para "Leopoldus Rex" para el rey Leopoldo I) y dieciocho leones.
La insignia de la orden es una Cruz de Malta esmaltada en blanco, en plata para la clase Caballero y en oro para las clases superiores, con una corona de laurel esmaltada en verde y hojas de roble entre los brazos de la cruz. El disco central anverso presenta un león sobre un fondo de esmalte negro; el disco central inverso tiene el monograma cara a cara "LR" (para el rey Leopoldo I); ambos discos están rodeados por un anillo de esmalte rojo con el lema "La Unión hace la Fuerza" en inglés (Unity Is Strength) en francés (L'union fait la force) y en holandés (Eendracht maakt macht). La cruz está coronada por una corona, que podría haber cruzado espadas (división militar) o anclas (división marítima) debajo de ella. La división civil no tiene espadas ni anclas.
La placa de la orden es una estrella plateada facetada de ocho puntas para la clase Gran Cordón, y una Cruz de Malta facetada plateada con rayos rectos entre los brazos para la clase Gran Oficial. El disco central tiene un león sobre un fondo de esmalte negro, rodeado por un anillo de esmalte rojo con el lema como en la placa. Se pueden agregar espadas o anclas cruzadas doradas detrás del medallón, dependiendo de la división.
La cinta de la orden suele ser de color púrpura claro. Sin embargo, si la orden se otorga en circunstancias especiales, la cinta de opciones de las clases de Oficial y Caballero muestra las siguientes variaciones:
- Las espadas cruzadas se agregan a la cinta cuando se otorgan en tiempos de guerra (si la orden se otorgó durante la Segunda Guerra Mundial o durante la Guerra de Corea, se agrega una pequeña barra a la cinta que menciona el nombre de la guerra).
- La cinta tiene un borde dorado vertical en ambos lados cuando se otorga por un acto especial de valor en la guerra.
- La cinta tiene una franja vertical de oro central cuando se otorga por un acto excepcionalmente meritorio en tiempos de guerra.
- Se agrega una estrella de plata a la cinta cuando se otorga por actos meritorios de caridad.
- Se agrega una estrella dorada a la cinta cuando el destinatario ha sido mencionado en despachos a nivel nacional.
- Las palmas de plata u oro se agregan a la cinta cuando se otorgan en tiempo de guerra al personal militar.

Las estrellas y los bordes o rayas se pueden otorgar juntos, pero actualmente estas desviaciones rara vez se otorgan. El color de la cinta ha variado durante el siglo XIX de rojo a morado.
La barra de la cinta de la orden, que se usa en el uniforme semiformal es:
| Cintas de Barra | Cintas de Barra | Cintas de Barra | Cintas de Barra | Cintas de Barra |
| --------------- | --------------- | --------------- | --------------- | --------------- |
| Gran Cordón     | Gran Oficial    | Comendador      | Oficial         | Caballero       |

## Condiciones de Reconocimiento

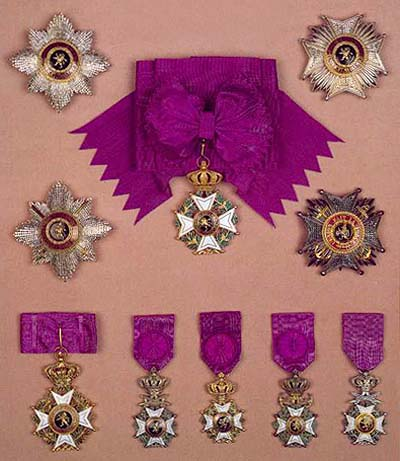
Estrella Gran Cordón - división civil y militar (izquierda), Faja Gran Cordón (centro),
placas Grand Oficial - división civil y marítima (derecha).
Parte Inferior: Cruz Comendador (división civil),
cruz oficial (división militar), cruz oficial (división civil), cruz oficial (división marítima),
cruz caballero (división militar)

### Condiciones actuales de adjudicación de órdenes belgas nacionales
Las órdenes nacionales se otorgan por decreto real en fechas fijas: 8 de abril (Cumpleaños de Rey Alberto I), 15 de noviembre (Fiesta del Rey), y en algunos casos el 21 de julio (feriado nacional belga) para recompensar los servicios meritorios al Reino de Bélgica en función de la trayectoria profesional y la edad del destinatario. Una serie de regulaciones diferentes rigen la adjudicación del orden nacional para los distintos ministerios. Además, el rey puede otorgar las órdenes nacionales por hechos especialmente meritorios. Los decretos reales, excepto los conferidos a extranjeros, se publican en el Diario Oficial de Bélgica (Moniteur Belge).
El ministro responsable de Asuntos Exteriores, actualmente el Departamento de Asuntos Exteriores del Servicio Público Federal (SPF / FOD), administra las órdenes nacionales y tiene el rol de asesor en casos que no se ajustan a una regulación.
Para la adjudicación de órdenes nacionales para personas a las que no se aplica ninguna regulación o se ha adoptado, el número de adjudicaciones se limita cada año por decisión del Consejo de Ministros (contingente).
Las clases de las órdenes nacionales están integradas en una jerarquía combinada definida por la ley, según la cual, dentro de una clase, la Orden de Leopoldo es superior a la Orden de la Corona, que es superior a la Orden de Leopoldo II. Excepto en algunos casos específicos, a uno no se le puede otorgar una orden nacional en un nivel inferior al más alto que el destinatario ya ha recibido, por ejemplo, un oficial comisionado que se convierte en un Comandante de la Orden de Leopoldo II debido al servicio meritorio al rey antes de que él se convirtió en Caballero de la Orden de Leopoldo (no se le puede otorgar la última condecoración o la de Oficial de la Orden de Leopoldo).
Las personas que son objeto de un proceso penal generalmente no recibirán una orden nacional hasta que sean declaradas inocentes.

### Premio en la División Militar
La Orden de Leopoldo en la División Militar (con espadas cruzadas debajo de la corona) se otorga al personal militar en función de su duración de servicio, con los años de entrenamiento inicial contando la mitad y los primeros doce años de servicio como miembro del personal de vuelo contando doble:
- Gran Oficial: Otorgado a un Teniente General después de mantener ese rango durante aproximadamente 2 años, por servicios excepcionales a las Fuerzas Armadas.
- Comandante: Otorgado después de 35 años de servicio meritorio a un oficial general.
- Oficial: Otorgado después de 28 años de servicio meritorio a un oficial de campo.
- Caballero: Otorgado después de 20 años de servicio meritorio a un oficial comisionado con rango mínimo de Capitán, y después de 40 años de servicio meritorio para un suboficial.

Los años de servicio que se cuentan para calcular la elegibilidad de la adjudicación no son necesariamente iguales a los años (calendario) de servicio. Se pueden obtener bonificaciones adicionales por el servicio en el aire (una herencia que proviene del rey Alberto, que quiere otorgar crédito adicional a los pilotos en la Primera Guerra Mundial, que a menudo enfrentaban un gran peligro en una nueva y experimental rama militar) o en el campo de batalla (durante la guerra) y los años de servicio como suboficial o como personal alistado cuentan como la mitad de los premios otorgados a los oficiales. Para los premios al personal militar, no hay requisito de edad mínima. La Orden de Leopoldo también se otorga a veces al personal militar que no cumple con los requisitos anteriores cuando han realizado servicios especialmente meritorios al rey.

### Premio a la División Marítima
La orden en la División Marítima (con anclas cruzadas debajo de la corona) solo se otorga a los miembros de la marina mercante, ya que los miembros de la Armada belga reciben la orden en la División Militar. La Orden de Leopoldo actualmente casi nunca se otorga en la División Marítima.

### Condiciones para el reconocimiento del Servicio Civil Prolongado
La Cruz de Caballero de la Orden de Leopoldo puede otorgarse a trabajadores del sector privado o empleados contractuales del sector público después de cincuenta y cinco años de actividad profesional.
La Cruz de Caballero de la Orden de Leopoldo también se otorga a los miembros de los comités nacionales y provinciales para la promoción del trabajo que hayan cumplido 42 años después de un mandato de 20 años (comité nacional) o 30 años (comité provincial).

## Miembros actuales

### Gran cordón
- Carlos XVI Gustavo de Suecia
- Juan Carlos I de España
- Alberto II de Mónaco
- Sofía de Grecia
- Felipe VI de España
- Federico X de Dinamarca
- Beatriz de los Países Bajos
- Guillermo Alejandro de los Países Bajos
- Máxima de los Países Bajos
- conde Jacques Rogge, expresidente del Comité Olímpico Internacional
- conde Herman van Rompuy, expresidente del Consejo Europeo
- Isabel de Bélgica, Duquesa de Brabante